# Japan Cup 2010 (ciclismo)
La Japan Cup 2010, diciannovesima edizione della corsa e valida come evento dell'UCI Asia Tour 2011, si svolse il 24 ottobre 2010. Fu vinta dall'irlandese Daniel Martin che terminò la gara in 4h02'28".

## Ordine d'arrivo (Top 10)
| Pos. | Corridore           | Squadra        | Tempo    |
| ---- | ------------------- | -------------- | -------- |
| 1    | Daniel Martin       | Garmin         | 4h02'28" |
| 2    | Peter McDonald      | Drapac Porsche | a 57"    |
| 3    | Yusuke Hatanaka     | Skil-Shimano   | s.t.     |
| 4    | Taiji Nishitani     | Aisan Racing   | s.t.     |
| 5    | Shinri Suzuki       | Skil-Shimano   | s.t.     |
| 6    | Takashi Miyazawa    | Nippo          | s.t.     |
| 7    | Johannes Fröhlinger | Milram         | s.t.     |
| 8    | Anders Lund         | Saxo Bank      | s.t.     |
| 9    | Yukiya Arashiro     | Bouygues Tel.  | s.t.     |
| 10   | Luca Mazzanti       | Katusha        | s.t.     |